# Citroën C15

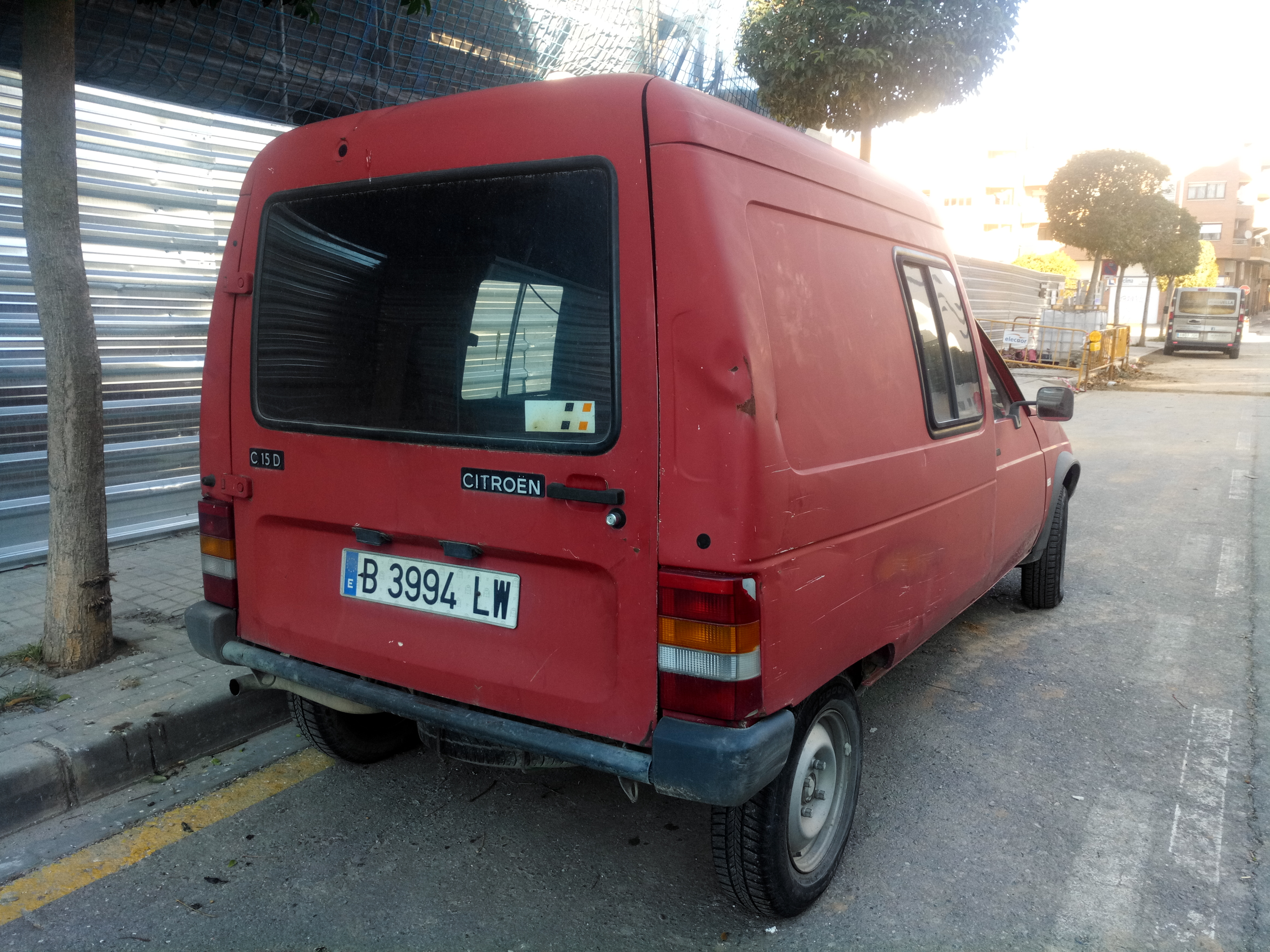
Parte trasera de la Citroën C15.

La Citroën C15 es una furgoneta pequeña que fue producida por el fabricante francés Citroën entre los años 1984 y 2005. El vehículo fue presentado en 1984 como el sucesor de la furgoneta Citroën Acadiane, derivado del Citroën Dyane, aunque continuó en producción junto con el C15 inicialmente. El nombre se refiere a la clasificación de peso bruto vehicular francés de 1.500 kg (3.310 lb) del automóvil e indica su posición debajo del C25 y C35 en la gama de vehículos comerciales de Citroën en ese momento, también fue uno de los vehículos comerciales más vendidos por la compañía, y su competencia directa fue la Renault Express (hasta el año 2000).

## Descripción
El nombre de la furgoneta, C15, se refiere a su P.T.A.C., que es de 1,5 toneladas.
La C15 está basado en el turismo Citroën Visa (descontinuado en 1988), y utilizaba principalmente un motor diésel de aspiración natural (no turbo) XUD de 1769 cc o 1868 cc (DW8 en los últimos modelos). Hasta principios de los años 90, también estaba disponible con motor de gasolina PSA TU. En el momento de su introducción, los motores eran el XUD (C15D) de 60 CV (44 kW) o el TU1 de gasolina de 47 CV (35 kW) y 1124 cc (C15E). Los motores diésel también impulsaban vehículos de varias clases más grandes. Se utilizaron sistemas de inyección diésel Bosch y Lucas/CAV/Roto. Las versiones TU con motor de gasolina se vendieron hasta principios de los años 1990. Los motores y las transmisiones se tomaron del propio Visa.
La gama C15 constaba de dos motorizaciones de gasolina de 1124 y 1360 cc de cilindrada, con potencias de 60 y 75 CV respectivamente, y un motor diésel (el mismo que montó el ) Peugeot 205, pero con potencia máxima de 60 CV, todos ellos atmosféricos, de dos válvulas por cilindro e inyección indirecta. Existían variantes furgoneta con o sin vidrios laterales y chasis-cabina - esta última permitía incorporar una caja isoterma o una caja al estilo pickup. Según el año y la versión, tenía una longitud de carga de 1,64 m y una capacidad máxima de carga de hasta 570 kg.
Recibió tres actualizaciones a lo largo de sus 21 años de vida comercial. Las modificaciones principales que se le hicieron a la furgoneta en su vida comercial fueron la calandra delantera, el volante y el cambio de portón trasero a doble puerta.
La C15 era anunciado en los años 80 como un vehículo en el que no había que hacer mantenimiento, fiable y cómodo. Se anunciaron distintos tipos, en diésel y gasolina, con portón y puertas y en varias motorizaciones.  
Si bien, el coche era prácticamente igual a un Citroën Visa normal delante del pilar B, el área de carga era única. El C15 tenía una distancia entre ejes alargada y un eje trasero más resistente, compartido con el Peugeot 305 familiar, ya que tenía que transportar cargas más pesadas que el Visa. Los lados muy curvados del parabrisas permitieron el uso de un solo limpiaparabrisas muy grande en el parabrisas largo y estrecho, sin que enganchara la junta del parabrisas. La forma del parachoques y las molduras de plástico en la parte delantera de la furgoneta, como las del coche Visa, fueron diseñadas para reducir aerodinámicamente la deposición de suciedad en los faros y reducir el riesgo de impactos de piedras en los faros, el capó y el parabrisas. .  
El sistema de calefacción y ventilación (aunque solo usaba una válvula de control de agua para controlar la temperatura y no para mezclar aire) podía proporcionar aire frío desde las rejillas de ventilación laterales de la fascia hacia la cara mientras calentaba el automóvil. Las rejillas de ventilación centrales direccionables podrían apuntar directamente al parabrisas frente al conductor, para soplar aire caliente y mantenerlo despejado en condiciones extremas de nebulización. También había un respiradero adicional en el nivel medio. El C15 también tenía faros halógenos de altura ajustable y limpiaparabrisas delanteros intermitentes/de varias velocidades, lo que era mejor que la mayoría de los vehículos comerciales de la época.
Además de la configuración estándar de furgoneta, el vehículo estuvo disponible posteriormente con ventanas laterales traseras y un asiento trasero. También estaba disponible como modelo chasis-cabina, sin carrocería trasera . Esto impulsó varias conversiones, como vehículo isotermico o autocaravanas. Esta pequeña caravana era adecuada para dos personas. También se fabricaron versiones de seis ruedas de 1995 construido por Chausson
En diciembre de 2005, cuando se suspendió su venta en la mayoría de los países, la producción había llegado a 1.181.471. Los tres últimos construidos fueron entregados a:
- El gobierno de la ciudad de Vigo en España, donde se llevó a cabo la producción de este automóvil durante los últimos años.
- Museo de los automóviles Citroën en Aulnay
- Uno para la planta de PSA en Vigo donde se construyó.

El Citroën Visa original se estuvo en producción durante unos diez años, pero el C15 se mantuvo durante veintiún años. Durante ese tiempo se realizaron varios cambios y actualizaciones menores. Se introdujeron modelos con capacidades de carga de 600 kg y 800 kg (el original era de 500 kg). Los detalles del acabado se cambiaron para darle un lavado de cara en septiembre de 1989, cuando se introdujo una parrilla inferior con tres barras transversales, con los intermitentes ahora montados en el parachoques y con un logotipo de Citroën desplazado. En 1992, se agregaron embellecedores de plástico laterales y el embellecedor del capó volvió a cambiar algo.[cita requerida]

## Prestaciones
Se decía que, con el motor diésel más potente, esta furgoneta era capaz de alcanzar los 160 km/h, pero actualmente, el récord está en 170 km/h, de la mano del equipo C15-24h obtenido en el Autódromo de Algarve en febrero de 2018.

## Producción
En 1984 la Citroën C15 reemplazó a la Citroën Acadiane, y su sucesora teórica iba a ser la Citroën Berlingo, que fue puesta a la venta en el año 1996, lo cual hizo que se redujeran las versiones de la C15, pero Citroën continuó fabricándola pese a existir un sustituto, ya que las ventas no caían. Como la inversión para actualizar su mecánica a las normativas medioambientales y de seguridad no era asumíble, y ante el inminente lanzamiento en 2008 del Citroën Nemo desarrollado por Fiat, se cesó su producción en 2005.
La C15 fue producida en las instalaciones de Citroën ubicadas en Vigo (Galicia, España) y Mangualde (Portugal). La última unidad de la C15 (número 1.181.471) se fabricó el 5 de diciembre de 2005 en la fábrica de Vigo.

## Historia, variantes y fases
El C15 se introdujo también en el Reino Unido en 1985, inicialmente con el juego de palabras "van blanc" o "van rouge" según el color de la carrocería. Los modelos para el Reino Unido siempre se enviaban sin ventanillas traseras, como es habitual en las furgonetas en Gran Bretaña, debido a las normas fiscales. Los modelos europeos tenían ventanas laterales y una versión combinada llamada Weekend, con un asiento trasero fácilmente extraíble. También existía, al menos en Francia, una versión alargada bastante rara, que era aproximadamente 0,5 metros más larga que un C15 normal.
Los primeros modelos tenían una sola puerta trasera ancha, pero era incómoda para cargar en un espacio reducido y propensa a hundirse o romperse con un fuerte viento, por lo que, después de uno o dos años, solo se vendieron versiones convencionales de dos puertas con puerta trasera plegable. bisagras.
A lo largo de los años se realizaron numerosos cambios en los accesorios del motor. Los primeros modelos con motor diésel tenían un calentador de combustible eléctrico en línea, que invariablemente dejaba de funcionar después de un par de años. En cambio, en los modelos posteriores el combustible pasaba sobre la carcasa del termostato para calentarlo.
El filtro de combustible se movió desde el ala hasta la parte superior de la caja del termostato. El llenado de aceite se movió desde la tapa del cárter hasta la carcasa de la varilla medidora. Los intermitentes delanteros se combinaron originalmente con los faros, pero luego se reemplazaron por luces laterales (desplazadas del reflector del faro) y se instalaron intermitentes separados en el parachoques.
En 1986 el diseñador suizo Franco Sbarro creó un prototipo llamada Adventure. Este modelo estaba equipado con un motor de 115 CV derivado del Citroën Visa GTi y tenía siete asientos y un compartimento de carga aumentado. 
Dangel fabricó una versión con tracción a las 4 ruedas en 1992.
En febrero de 1997, se comercializó la C15 diésel con catalizador.
El C15 ocupa toda la parte delantera, hasta las puertas. El eje trasero es similar al del Citroën BX, con la instalación de muelles helicoidales y amortiguadores en posición casi horizontal que libera el piso de carga (principio estudiado en la versión con barra de torsión durante el estudio del que será el Citroën Axel). , deriva directamente del eje trasero del familiar Peugeot 305 serie 2 que estrenó esta configuración. Su volumen útil es de 2.673 m3.
Se estudió un derivado de Peugeot, pero su desarrollo se abandonó en 1983. 

### Fase 1
El C15 está disponible por primera vez en gasolina con el “motor X” de 1.124 cm3 (tipo XW7) con una carga útil de 570 kg. Se trata del C15 E, del que sólo hay disponible un acabado. En octubre de 1984, para contrarrestar el próximo lanzamiento de su competidor más serio, el Renault Express, La C15 pasó a estar disponible en diésel con el "motor XUD" de 1.769 cm3 (tipo XUD7) y el eje delantero del 205, siendo éste más ancho que aquel. En la versión de gasolina, el C15 diésel está equipado con guardabarros de plástico, como en la berlina diésel Visa, y llantas de chapa maciza con cuatro agujeros. Adopta el nombre de C15 D.
En diciembre de 1985, Citroën comercializó la versión de suelo de cabina, utilizada principalmente para carrocerías con cajones frigoríficos. En octubre de 1986 apareció el “motor X” de 954 cc (tipo XV8) con una carga útil de 475 kg. En la misma fecha se ofrecía como opción una caja de cambios de cinco velocidades tanto en el motor de gasolina de 1.124 cc como en el diésel. La gama se amplió en noviembre de 1986 con la aparición del motor de gasolina de 1.360 cm3 (tipo XY7) que permitía una carga útil de 760 kg, antes imposible con gasolina.
En julio de 1987 (año modelo 1988), presentación de la versión eléctrica con una autonomía de 100 km que sólo se comercializaría de serie a partir de octubre de 1990. En septiembre de 1987 aparecieron los originales "motores Poissy" Simca-Talbot, de 1.118 cm3 (tipo E1A) con carga útil de 600 kg y reservada a la furgoneta y 1.294 cm3 (tipo G1A) con carga útil de 760 kg, en lugar de los 954 cm3 "motores X", de 1.124 cc y 1.360 cc. En esta ocasión se abandona el eje delantero ligero con buje de 3 toc, y el del diésel se convierte en la norma. El diésel también se beneficia de una versión opcional con mayor carga útil (también de 760 kg).

En julio de 1988 (año de modelo 1989), las tres primeras cilindradas regresaron en lugar de los "motores Poissy" (tipos E1A y G1A) en forma de los nuevos "motores TU" de 954 cm3 (tipo TU9). ) , 1.124 cm3 (tipo TU1) y 1.360 cm3 (tipo TU3).

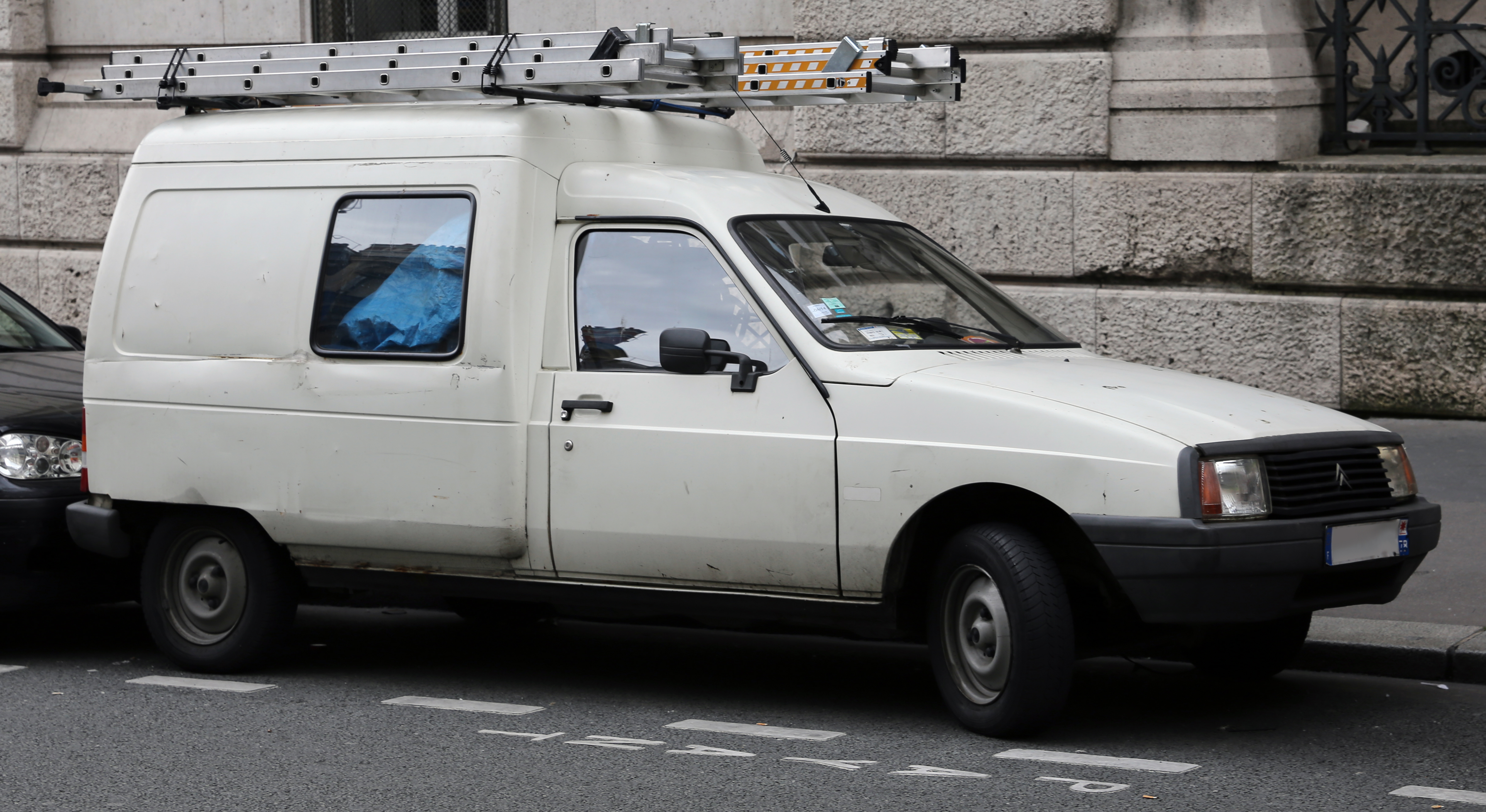
La C15 fase 1 se produjo hasta 1989

### Fase 2
En marzo de 1989, el C15 fue rediseñado con una nueva parrilla horizontal de tres láminas con galones descentrados e indicadores de giro delanteros en el parachoques.

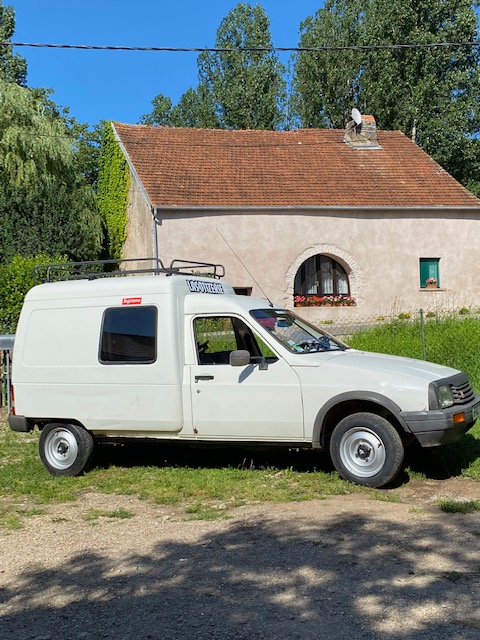
C15 fase 2 con motor de gasolina (1991)

En julio de 1989 (año de modelo 1990), se adoptaron dos puertas traseras de serie, aunque la puerta trasera de una hoja quedó disponible como opción. Antes de esta fecha, carroceros como Gruau ya ofrecían un dispositivo de este tipo, con las mismas formas de puerta. En esta fecha, los C15 de gasolina se benefician de los guardabarros ensanchados de los modelos diésel y de llantas de 4 orificios en lugar de las de 3 anteriores (mismo diseño que las del Citroën Axel), con el objetivo de unificar la gama.
En octubre de 1990, en el Salón del Automóvil de París, Citroën comercializó el C15 eléctrico. Tiene una carga útil de 350 kg, una velocidad máxima de 100 km/h y una autonomía de más de 100 km.
En marzo de 1991, los dos motores de gasolina evolucionaron sustituyendo su carburador por inyección monopunto. Ese mismo año, el C15 diésel se catalizó para la exportación, concretamente a Alemania. A partir del 8 de abril de 1991 se comercializa el C15 Club (serie personalizada cuya producción se ajusta a la demanda), todavía como utilitario biplaza gasolina o diésel pero con una presentación más refinada: pintura específica barnizada Gris Cristal metalizado, tira adhesiva Club roja en puerta trasera izquierda, tapacubos macizos tipo AX 10 E, armonía interior Gris Huracán, asientos delanteros con reposacabezas y tapizados en tejido específico "Hibiscus" con carrilleras Gris Tep con ribetes rojos, reloj de cuarzo con agujas y pre-radio. equipos (antena, cableado y supresión de interferencias). El C15 Club será retirado del catálogo en julio de 1992.
A finales de septiembre de 1991, comercialización del C15 RE Familiale 1124 cm3 y del C15 RD Familiale 1769 cm3. Estos modelos se benefician de un asiento trasero abatible de 3 plazas. En el exterior, tapacubos tipo AX 10 E, franja lateral específica verde, azul y gris. El equipamiento interior se enriquece con una armonía Hurricane Grey con tapizados de tela Jersey Costume con inserciones en los paneles de las puertas, reposacabezas en los asientos delanteros, preequipo de radio con antena, reloj de cuarzo con manecillas y encendedor. El C15 Familiale puede equiparse opcionalmente con puerta trasera de una hoja (opción gratuita), pintura metalizada y descongelación trasera + limpialuneta trasera (sólo en puerta trasera de una hoja).
En marzo de 1992, Citroën incluyó en su catálogo el C15 “Extended Cabin”, también llamado C15 Entreprise en su lanzamiento, 765 kg de gasolina y diésel. Este nombre designa un C15 cuya carrocería ha sido alargada a la mitad por el carrocero Gruau. Se beneficia de ambas cargas útiles, según la versión. Esta versión, menos extendida que la carrocería clásica, se comercializa con 2 o 5 plazas (con un banco abatible verticalmente detrás de los asientos delanteros, permitiendo una gran superficie de carga) y opcionalmente puede albergar una o dos puertas laterales que permiten un acceso directo a los pasajeros traseros.

### Fase 3
El segundo rediseño en agosto de 1992: los galones migran al centro de la parrilla, aparecen las protecciones laterales (excepto en el C15 de 954 cm3), los retrovisores exteriores se agrandan y el volante abandona su diseño de un solo radio por un diseño más clásico de dos radios.
En noviembre de 1993, el tapón de combustible con cerradura y los reposacabezas delanteros aparecieron de serie en toda la gama. La dirección asistida ahora se ofrece como opción.
El 26 de octubre de 1994 se comercializa la serie especial C15 Illico, gasolina o diésel, limitada a 4.000 unidades: en color Blanc Banquise únicamente, la presentación exterior se distingue del C15 estándar únicamente por la presencia de un logo adhesivo Illico rojo y negro. en la puerta trasera izquierda y, en el interior, los asientos delanteros con reposacabezas y tapizados en tejido específico "Hibiscus" con laterales en polipiel. Esta serie especial puede recibir opcionalmente el pack eléctrico (cierre centralizado de las puertas delanteras y traseras, elevalunas eléctricos).
En abril de 1995 se comercializa la serie limitada C15 Messager, motor diésel con 600 kg de carga útil: exclusivo color Blanc Banquise, el adhesivo  "Messager" en la puerta trasera izquierda, taparuedas tipo C15 Familiale (familiar), asientos delanteros con reposacabezas y adornados con un específico " Tejido Evasion con laterales en piel sintética, dirección asistida de serie.
En octubre de 1995 (año modelo 1996), evolución de la gama C15. Se ofrecen dos acabados:
- C15 First : listones laterales, apoyabrazos del lado del conductor.
- C15 Club : Primer equipamiento + dirección asistida, cierres de puertas, taparuedas tipo AX, logos adhesivos específicos en la parte trasera.

En abril de 1996, se comercializa la serie especial C15 Hit, limitada a 2.500 unidades: basado en el C15 First 1,8 L diésel 760 kg, color único Ice White con logotipos "Hit" sólo en las puertas delanteras, red decorativa en los laterales de la carrocería y en las puertas delanteras, cubreruedas procedentes del Citroën AX, tapizado de asientos específico bitejido con reposacabezas macizos. Como opciones se recibe un tope de carga a media altura, dirección asistida y el pack eléctrico.
En octubre de 1996, a pesar del lanzamiento de su sustituto, el Citroën Berlingo, el C15 seguía en el mercado, con una gama simplificada. Adoptaba un nuevo volante de espuma de dos radios (procedente del Citroën Saxo), con diseño de chevrones incrustados. Este tercer volante será el último del C15 hasta su fin de producción.
En febrero de 1997 se inicia la comercialización del C15 diésel catalizado. 
En 1999, a pesar de la competencia interna del Berlingo y de otros competidores más recientes (Renault Kangoo, Volkswagen Caddy, Opel Combo, etc.), el Citroën C15 vendió todavía 13.554 unidades (cuarto puesto entre los pequeños utilitarios).

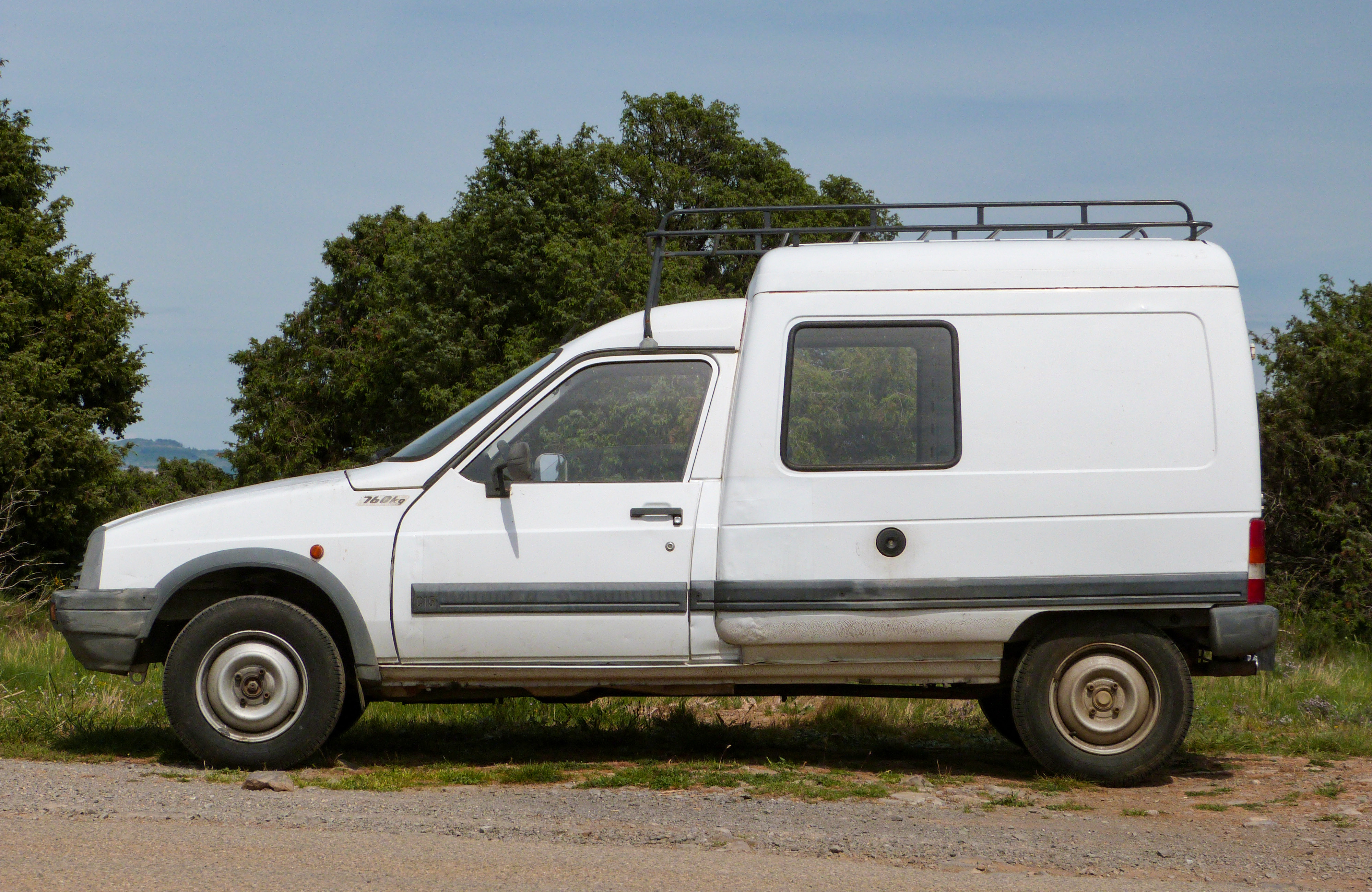
Vista lateral de una C15 First de 760 kg del año 2005 (ausencia de tapacubos).

En enero de 2001, el "motor XUD" tipo XUD7 fue sustituido por el "motor DW" tipo DW8.
En octubre de 2004, los vehículos pasaron a llamarse C15 First y estaban equipados con tapacubos negros con galones blancos, del Berlingo, mientras que los logotipos traseros fueron modificados (se eliminó el monograma C15 E o C15 D y se reemplazó por una pegatina "First". a la izquierda y nuevo distintivo CITROËN plateado a la derecha). El acabado Club se mantiene hasta el final de producción, con dirección asistida, elevalunas eléctricos y cierre centralizado (sin mando a distancia) de serie. Sin pegatina que indique el acabado en la puerta trasera izquierda.
La producción europea del C15 finalizó el 26 de noviembre de 2005 en las fábricas de Citroën en Vigo (España) y Mangualde (Portugal), después de que se produjeran 1.181.471 ejemplares. Sin embargo, su producción continúa en Marruecos, por SOMACA en CKD, hasta finales de 2006. 
El C15 fue sustituido oficialmente por el Citroën Nemo durante 2007.
El C15 es el vehículo más rentable de la historia de la marca Citroën, por delante del famoso 2CV, del que nunca tuvo el motor bicilíndrico, a diferencia del Visa.

## Modelos especiales
- C15 Dangel, creado en 1990 y comercializado un año después, con una atractiva tracción total, rápidamente tuvo éxito sólo en su carrera francesa (produjo alrededor de 350 ejemplares al año). Con una distancia al suelo cercana a su versión básica (185/190 mm frente a los 200 mm originales) a pesar de la incorporación de una placa de protección GMP robusta y de gran tamaño. Este vehículo fue apreciado en su momento como el único vehículo utilitario ligero disponible con tracción a las cuatro ruedas. Fue comercializado por Dangel hasta la aparición de la normativa de emisiones Euro 1 a principios de 1993, cuando la caída de los volúmenes de fabricación (unos 200 ejemplares en 1992) y la aparición de un catalizador que obstaculizaba el pequeño túnel de transmisión acabaron con su corta carrera.

- C15 GNC bicombustible del año 1996. Modelo que funciona con dos combustibles (gasolina/gas natural), pero no tuvo gran éxito, al no tener el GNC la implantación del GLP. Este se podía instalar en gasolina C15 bajo pedido (disponible como opción), pero nunca hubo un GLP C15 en el catálogo.
- C15 piso-cabina de 1984 (uso principalmente refrigeración y camper) y en 1989, presentación y comercialización de un C15 de 6 ruedas, creación de Léotard, fabricado por Chausson.

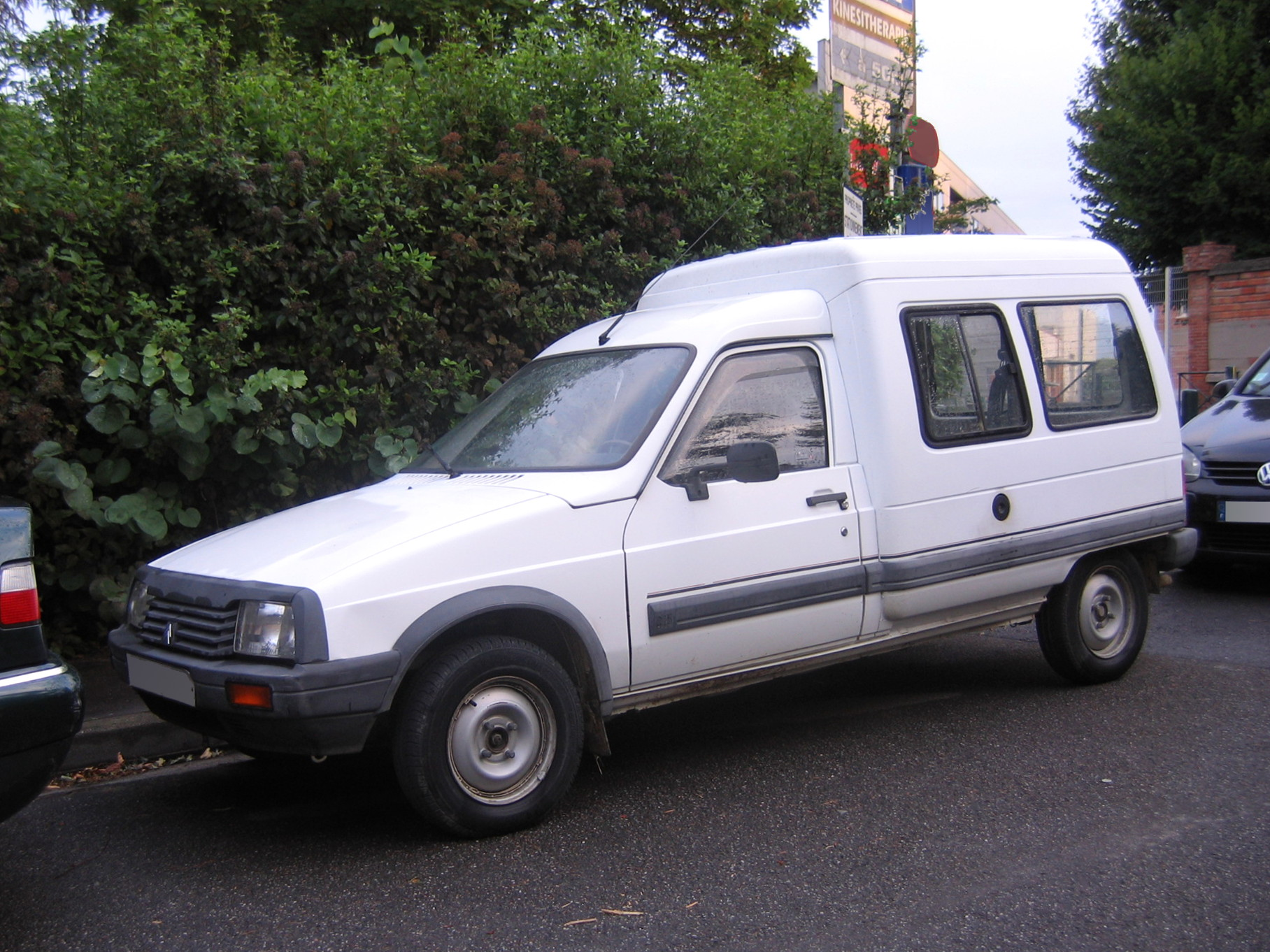
Una C15 RD (familiar)
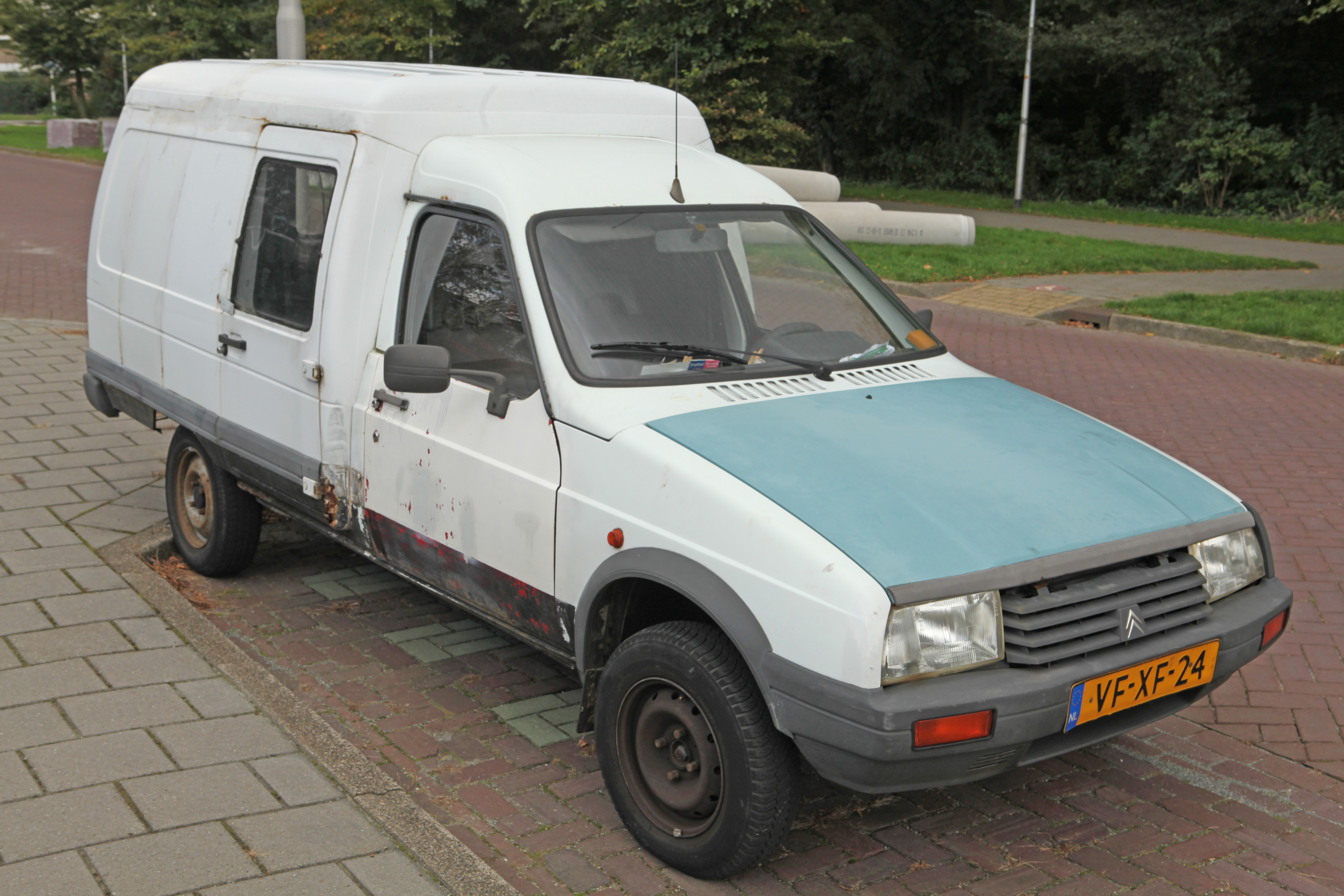
Una C15 con “cabina profunda” carrozado por Gruau
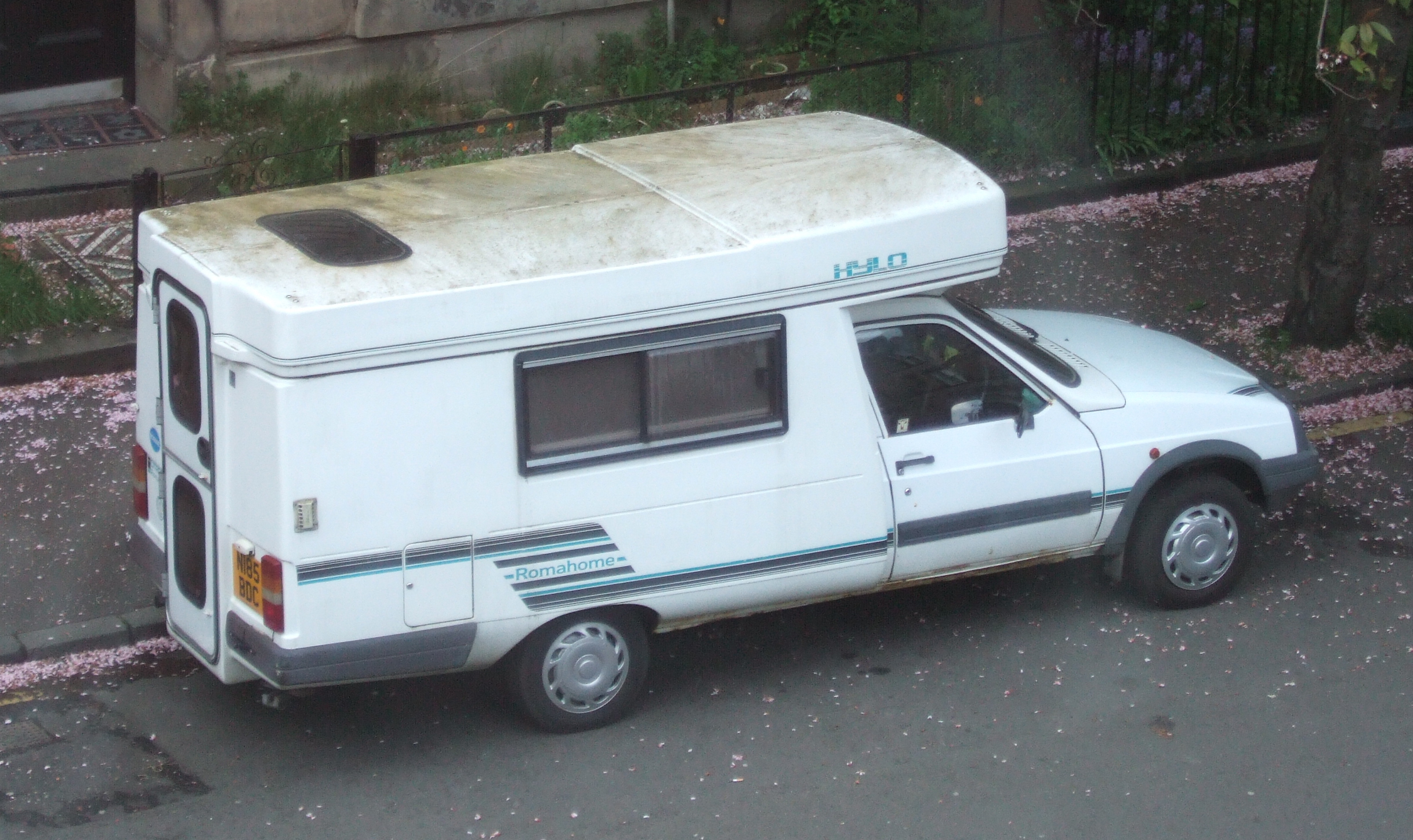
Una C15 transformada en una furgoneta camper ampliada basada en un chasis de cabina
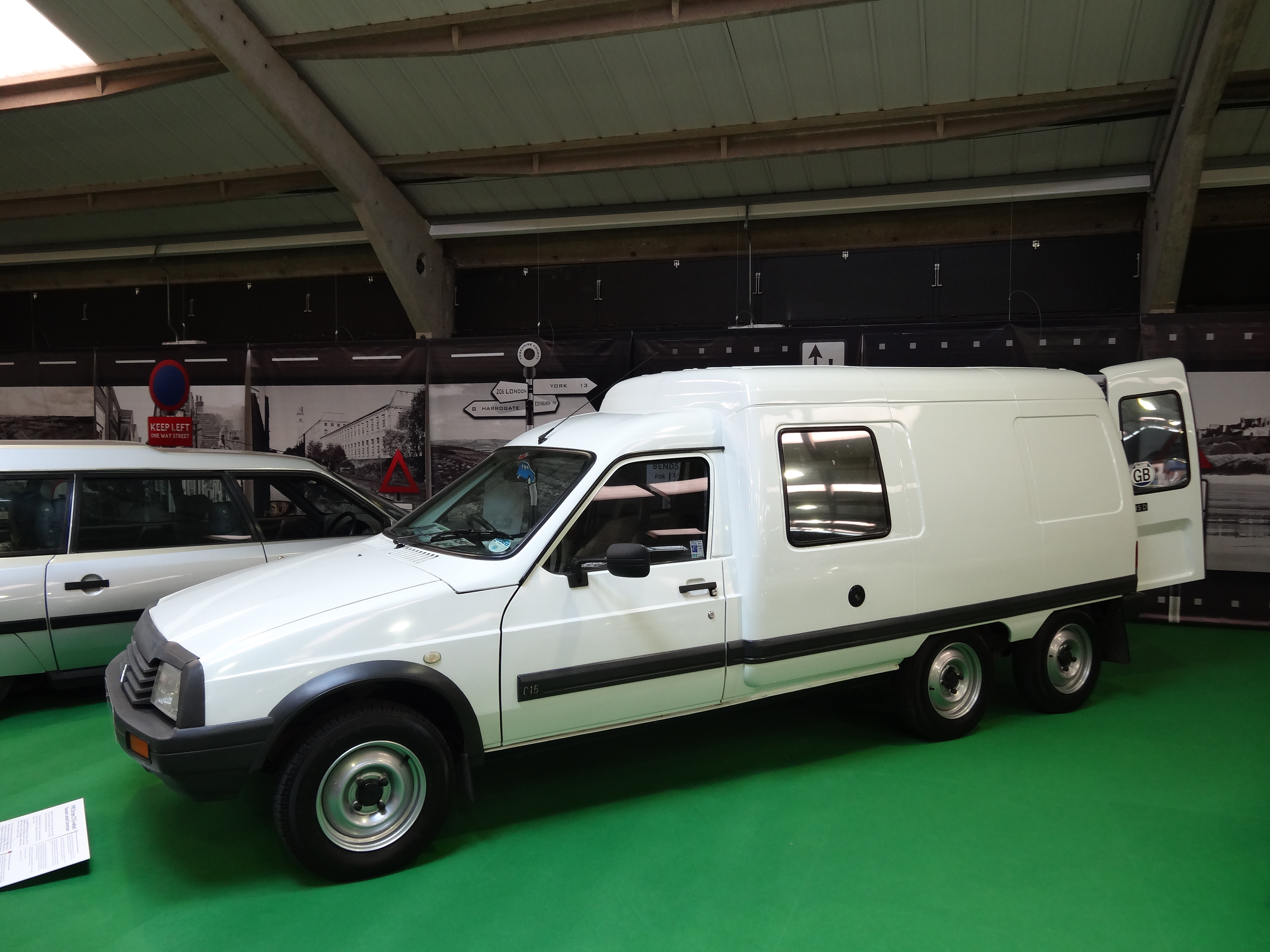
Una C15.6 "Léotard & Chausson"
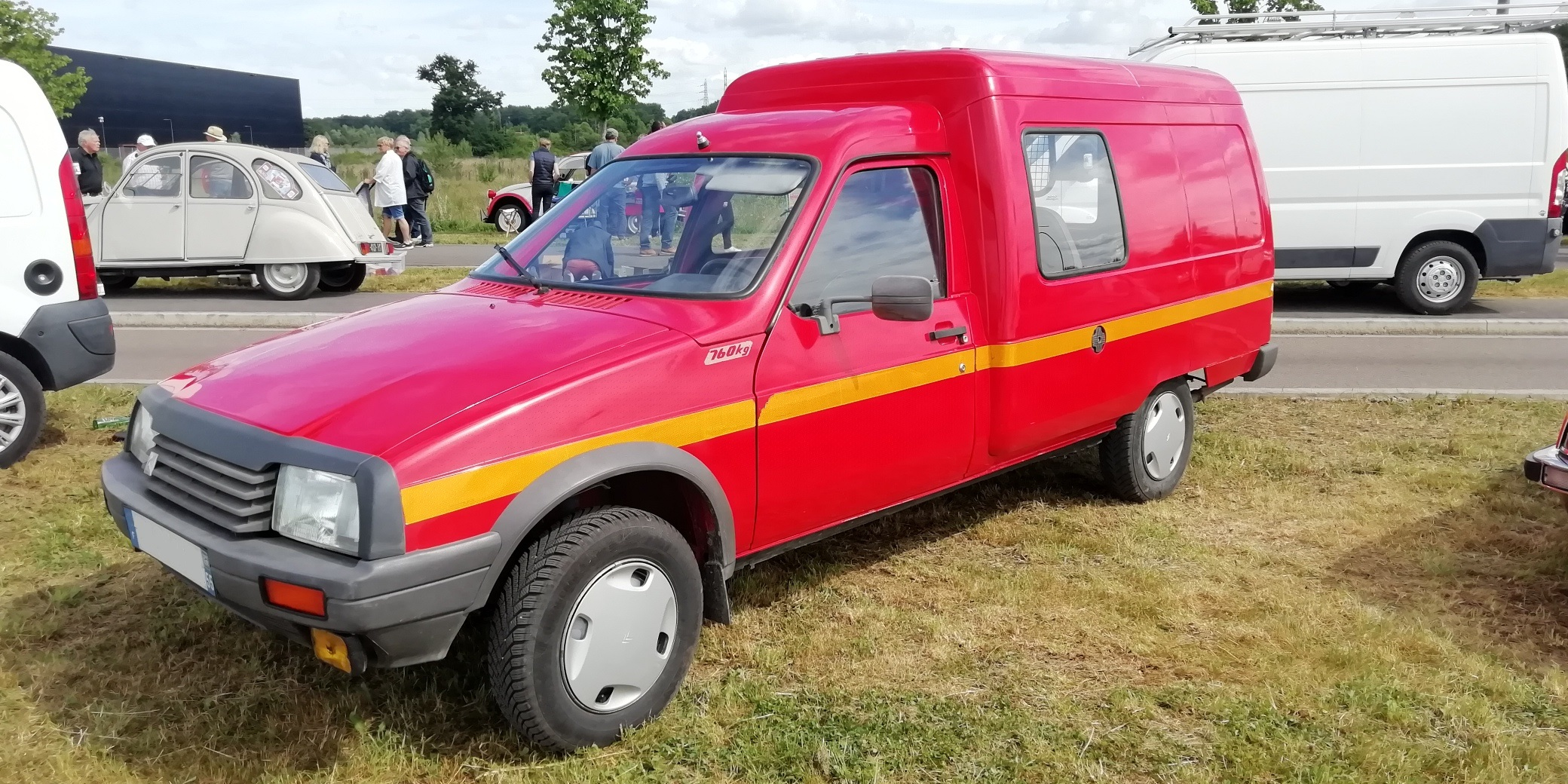
C15 (carrozado por Gruau) ex-bomberos de cabina profunda
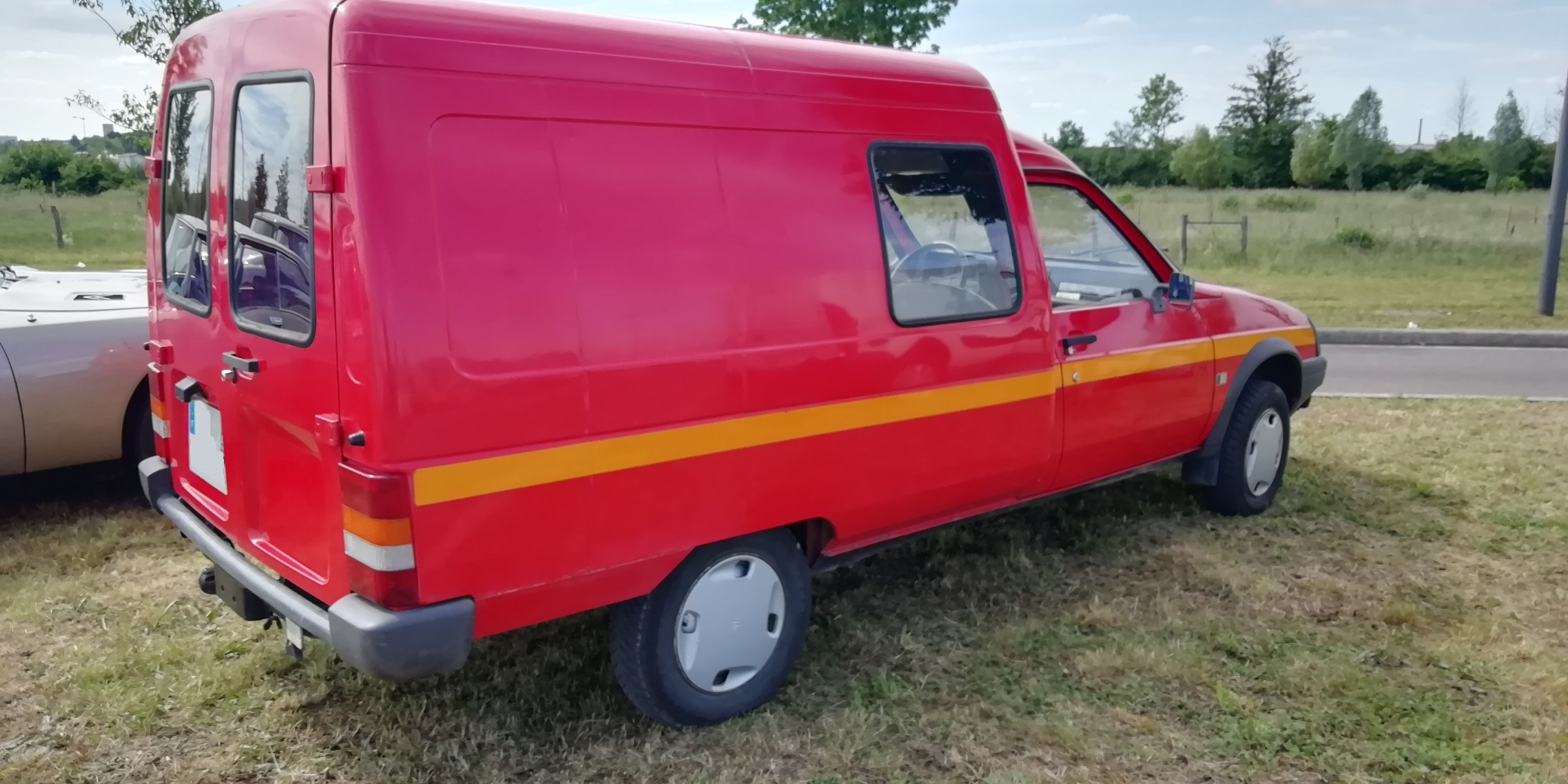
C15 de cabina profunda (carrozado por Gruau)

## Motorizaciones
|                                | Motores de gasolina   | Motores de gasolina   | Motores de gasolina        | Motores de gasolina        | Motores diésel        | Motores diésel        | Motores diésel        |           |
|                                | 1.1                   | 1.1                   | 1.1                        | 1.4                        | 1.8 D                 | 1.8 D                 | 1.9 D                 |           |
| ------------------------------ | --------------------- | --------------------- | -------------------------- | -------------------------- | --------------------- | --------------------- | --------------------- | --------- |
| Periodo                        | 1984-1989             | 1989-1992             | 1992-1996                  | 1991-1996                  | 1986-1992             | 1992-2000             | 2000-2005             |           |
| Identificación del motor       | E1A                   | TU1 F2/K              | TU1 M/Z                    | TU3 M/Z                    | XUD7 K                | XUD7 Z                | DW8                   |           |
| Tipo de motor                  | L4 8v, carburación    | L4 8v, carburación    | L4 8v, inyección monopunto | L4 8v, inyección monopunto | L4 8v                 | L4 8v                 | L4 8v                 |           |
| Diámetro x carrera             | 74.0 mm × 65.0 mm     | 72.0 mm × 69.0 mm     | 72.0 mm × 69.0 mm          | 75.0 mm × 77.0 mm          | 80.0 mm × 88.0 mm     | 80.0 mm × 88.0 mm     | 82.2 mm × 88.0 mm     |           |
| Cilindrada                     | 1118 cm³              | 1124 cm³              | 1124 cm³                   | 1360 cm³                   | 1769 cm³              | 1769 cm³              | 1868 cm³              |           |
| Relación de compresión         | 9.6: 1                | 9.7: 1                | 9.4: 1                     | 9.3: 1                     | 23.0: 1               | 23.0: 1               | 23.0: 1               |           |
| Potencia máxima: CV (kW) @ rpm | 55 CV (40 kW) @ 6000  | 55 CV (40 kW) @ 5800  | 60 CV (44 kW) @ 6200       | 75 CV (55 kW) @ 6200       | 60 CV (44 kW) @ 4600  | 60 CV (44 kW) @ 4600  | 69 CV (51 kW) @ 4600  |           |
| Par máximo: Nm @ rpm           | 80 Nm @ 3400          | 87.5 Nm @ 3200        | 87.5 Nm @ 3800             | 109 Nm @ 4000              | 110 Nm @ 2000         | 110 Nm @ 2000         | 125 Nm @ 2500         |           |
| Tracción                       | Delantera             | Delantera             | Delantera                  | Delantera                  | Delantera             | Delantera             | Delantera             | Delantera |
| Transmisión                    | Manual, 4 velocidades | Manual, 4 velocidades | Manual, 4 velocidades      | Manual, 5 velocidades      | Manual, 5 velocidades | Manual, 5 velocidades | Manual, 5 velocidades |           |
| Aceleración (0-100 km/h)       | 13.7 s                | 13.7 s                | 13.4 s                     | 10.7 s                     | 18.7 s                | 18.7 s                | 17.7 s                |           |
| Velocidad máxima               | 167 km/h              | 167 km/h              | 158 km/h                   | 140 km/h                   | 136 km/h              | 136 km/h              | 135 km/h              |           |
| Consumo combinado (L/100 km)   | 5.8                   | 5.8                   | 5.1                        | 6.3                        | 5.6                   | 5.6                   | 5.6                   |           |